# Japanagromyza quercus
Japanagromyza quercus är en tvåvingeart som först beskrevs av Mitsuhiro Sasakawa 1954.  Japanagromyza quercus ingår i släktet Japanagromyza och familjen minerarflugor. Inga underarter finns listade i Catalogue of Life.